# Wojciech Puś

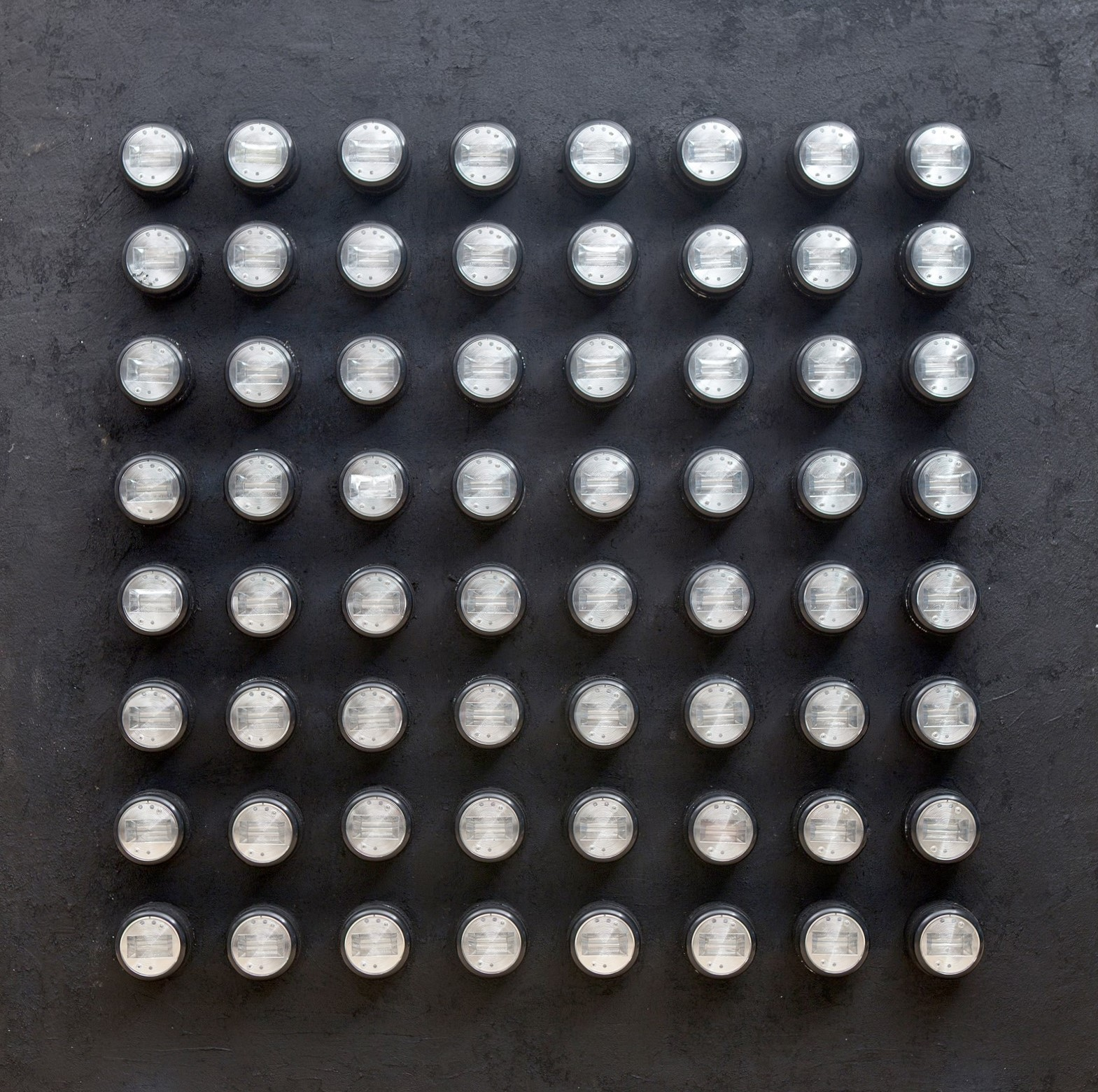
Wojciech Puś – Paparazzi (2009). Kiedy obok instalacji wystawionej w miejscu publicznym przechodził człowiek, fotokomórka automatycznie uruchamiała oślepiające lampy błyskowe, niczym w aparatach reporterów medialnych

Wojciech Puś (ur. w 1978) – polski artysta, filmowiec, scenograf, reżyser świateł, tworzący prace wideo, instalacje i obiekty.
Wojciech Puś jest absolwentem i wykładowcą Wydziału Operatorskiego Państwowej Wyższej Szkoły Filmowej, Telewizyjnej i Teatralnej w Łodzi. Prace artysty znajdują się w zbiorach Filmoteki i w Kolekcji Muzeum Sztuki Nowoczesnej w Warszawie i galerii „Bunkier Sztuki” w Krakowie oraz niemieckiej Kolekcji Osmana Djajadisastry. Żyje i tworzy w Łodzi.

## Życiorys
Wojciech Puś urodził się w 1978. W 2004 roku ukończył studia na Wydziale Operatorskim Państwowej Wyższej Szkoły Filmowej, Telewizyjnej i Teatralnej im. Leona Schillera w Łodzi, a w 2013 obronił na tej samej uczelni doktorat, w latach 2005–2015 pracował jako asystent profesora Józefa Robakowskiego. W 2010 roku otrzymał Stypendium Ministra Kultury i Dziedzictwa Narodowego w programie „Młoda Polska”. W 2011 roku jego film Given prezentowany był na Międzynarodowym Festiwalu Filmowym Nowe Horyzonty, w CSW Zamek Ujazdowski oraz galerii LETO. Film był częścią większego projektu artysty o tym samym tytule, w ramach którego powstała również instalacja „Paparazzi”, w 2013 roku wystawiona w witrynie warszawskiego butiku Louis Vuitton. Rok później – na Malta Festival w Poznaniu – praca filmowa artysty do opery Slow Man Nicholasa Lensa i Johna Maxwella Coetzee została zaprezentowana w poznańskim Teatrze Wielkim. W 2014 roku na Artists' Film Biennial w Institute of Contemporary Art w Londynie zaprezentowano film Magic Hour. W 2016 roku artysta otrzymał rezydencję filmową Feature Expanded w Manchesterze i we Florencji, w ramach której napisał scenariusz projektu filmowego, muzycznego i performatywnego „Endless”.
Prace Wojciecha Pusia wielokrotnie wystawiane były w polskich galeriach, Muzeum Sztuki Nowoczesnej w Warszawie, Centrum Sztuki Współczesnej Zamek Ujazdowski, Galerii Entropia, Muzeum Sztuki w Łodzi, Muzeum Kinematografii w Łodzi, Muzeum Czartoryskich i Bunkrze Sztuki.

## Wybrana filmografia
- Bez kwitnie zawsze na wiosnę, 2003
- Instant, 2008
- Given, 2011
- Magic Hour, 2014
- A|N, 2015[5]
- Endless (w produkcji)